# Protomyctophum subparallelum
Protomyctophum subparallelum es una especie de pez del género Protomyctophum.

## Descripción
Cuenta con 11-12 radios blandos dorsales, 20-24 radios blandos anales, 17-19 vértebras, ausencia de espinas dorsales y anales. La forma del cuerpo de esta especie es fusiforme. Como muchos otros ejemplares de aguas profundas, presenta diminutos fotóforos a lo largo de su cuerpo (generalmente se encuentran en la parte inferior del cuerpo). Cuenta con un tamaño de 3,6 cm de longitud (1,41 pulgadas), pudiendo alcanzar los 4 cm (1,57 pulgadas).

## Distribución
Es circunglobal en la región de convergencia subtropical, se extiende en la parte septentrional hasta los 30°S en corrientes orientales. Se localiza en la parte del Atlántico sudeste, en la costa oeste de Sudáfrica, también en el monte submarino Vema. Ha sido reportado ocasionalmente en Chile, además en Australia, en aguas de Nueva Gales del Sur, Tasmania y Australia Occidental. Especie marina pelágica y oceánica que puede alcanzar los 100 m de profundidad, sin embargo, ha sido reportada a más de 350 m.